# Lei Gong

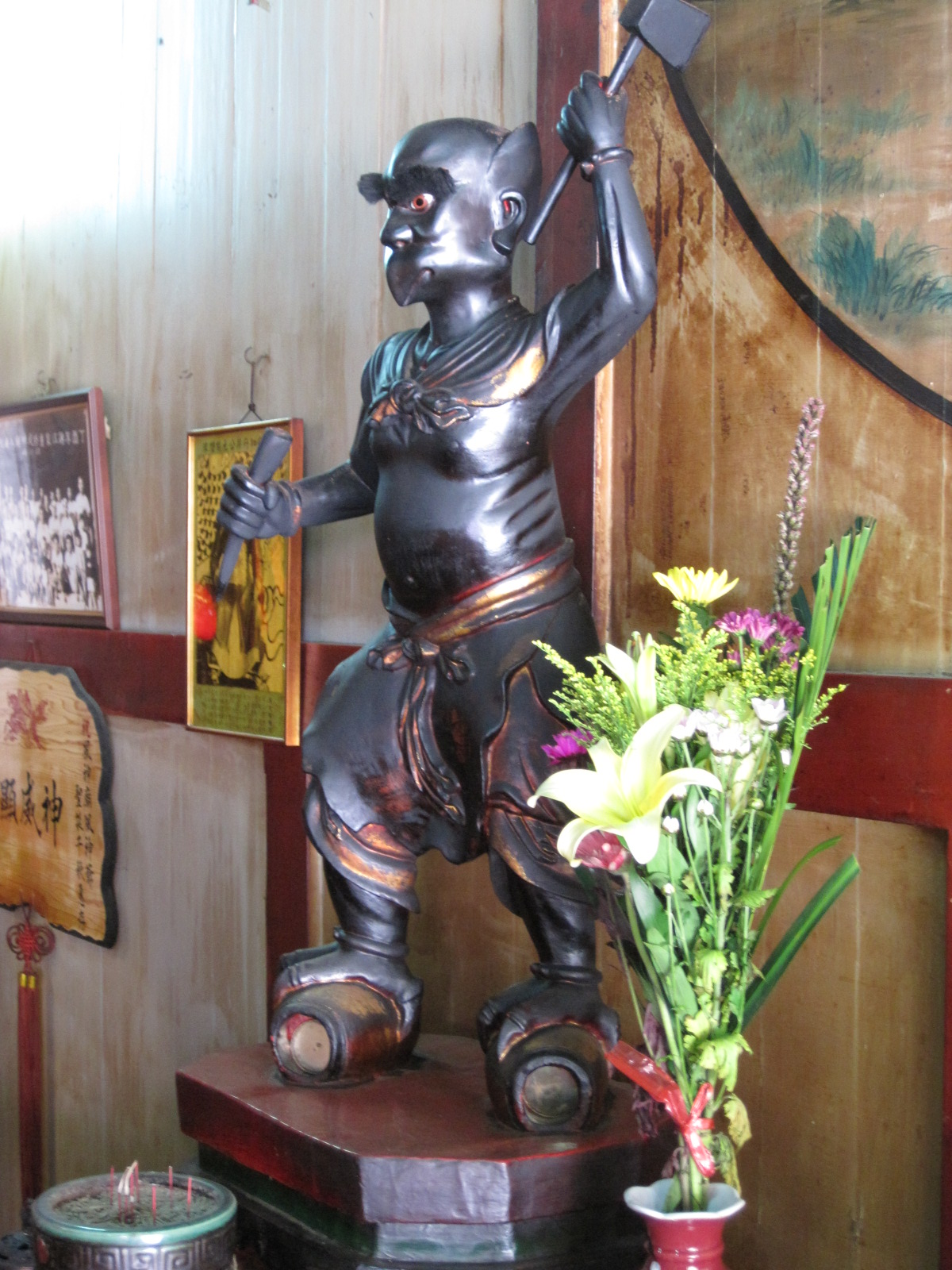
Lei Gong

Lei Gong is de dondergod in het Taoïsme en het Chinese volksgeloof. Zijn verjaardag wordt gevierd op de 24e van de zesde maan van de Chinese kalender. Zij echtgenote, Dian Mu (電母), is godin van de bliksem. De god Lei Gong en zijn vrouw Dian Mu worden alleen aanbeden als er regen of sneeuw nodig is. Specifieke tempels die aan hen zijn gewijd, zijn zelden te vinden. In de Chinese spreektaal zegt men vaak "Lei Gong maakt geluid" als men donder en bliksem hoort en ziet.
Lei Gong rijdt op een wagen die door A Xiang wordt bestuurd. Lei Gong veroorzaakt niet als enige donder en bliksem: hij wordt geholpen door zijn vrouw Dian Mu, Yun Tong, Yu Zi en Feng Bo. Zijn vrouw veroorzaakt flitsen door middel van spiegels. Yun Tong (letterlijk: wolkenkindje) veegt zwarte wolken bij elkaar. Yu Zi maakt regen doordat hij met zijn zwaard in een pot roert. Woeste winden worden veroorzaakt door een zak van schapenleer van Feng Bo. Die later Feng Po Po werd, een godin die op een tijger reed.
Lei Gong was eerst een sterfelijke. Hij vluchtte voor de vossegeest en een van de goddelijke soldaten en kwam een perzikboom tegen die van de hemel kwam. Hij werd hierdoor gemeen. Toen Lei Gong een hap uit de hemelse perzikenboom nam, werd hij een mens met vleugels. Snel kreeg hij een staf en een hamer die donder kon creëren. Lei Gong is extreem preuts en zal nooit een huis binnenkomen waar geslachtsgemeenschap plaatsvindt. Afbeeldingen van dit gebeuren zullen hem ook afschrikken.